# 197 Arete
197 Arete je asteroid glavnog pojasa. Asteroid ima vrlo svijetlu površinu - albedo mu je 44,2%, što je mnogo čak i za kameni asteroid S-tipa.
Asteroid je 21. svibnja 1879. iz Pule otkrio Johann Palisa i nazvao ga po Areti, majci Nausikaje iz Homerove Odiseje.
… | 196 Philomela | 197 Arete | 198 Ampella | …